# A Ferencvárosi TC 1935–1936-os szezonja
A Ferencvárosi TC 1935–1936-os szezonja szócikk a Ferencvárosi TC első számú férfi labdarúgócsapatának egy szezonjáról szól, mely összességében és sorozatban is a 33. idénye volt a csapatnak a magyar első osztályban. A klub fennállásának ekkor volt a 37. évfordulója.

## Mérkőzések
| Színmagyarázat | Színmagyarázat |
| -------------- | -------------- |
|                | Győzelem.      |
|                | Döntetlen.     |
|                | Vereség.       |

### Közép-európai kupa1935
(előzményét lásd az 1934–35-ös szezonnál)
Döntő
| 1935. szeptember 8. |

| Ferencváros        | 2 – 1               | Sparta Praha |
| ------------------ | ------------------- | ------------ |
| Toldi 16' Kiss 27' | (2 – 0) Jegyzőkönyv | Braine 71'   |

| Üllői út, Budapest Nézőszám: 25 000 |

| 1935. szeptember 15. |

| Sparta Praha                | 3 – 0               | Ferencváros |
| --------------------------- | ------------------- | ----------- |
| Faczinek 26' Braine 34' 69' | (2 – 0) Jegyzőkönyv |             |

| Prága Nézőszám: 56 000 Játékvezető: Bert Fogg (angol) |

### Közép-európai kupa1936
1. forduló
| 1936. június 21. |

| Ferencváros                                  | 5 – 2               | Slavia Praha         |
| -------------------------------------------- | ------------------- | -------------------- |
| Táncos 5' Sárosi I 6' 32' 35' 83' (11-esből) | (4 – 1) Jegyzőkönyv | Bradáč 10' Horák 54' |

| Üllői út, Budapest Nézőszám: 12 000 |

| 1936. június 26. |

| Slavia Praha                                 | 4 – 0               | Ferencváros |
| -------------------------------------------- | ------------------- | ----------- |
| Vacek 11' Kopecký 13' Vytlačil 83' Horák 87' | (2 – 0) Jegyzőkönyv |             |

| Prága Nézőszám: 25 000 |

### NB 1 1935–36

#### Őszi fordulók
| 1. forduló 1935. augusztus 25. |

| Budafok FC | 3 – 10              | Ferencváros                |
| ---------- | ------------------- | -------------------------- |
|            | (2 – 4) Jegyzőkönyv | Sárosi I Kemény Kiss Toldi |

| Budapest |

| 2. forduló 1935. szeptember 1. |

| Ferencváros | 2 – 3       | Újpest |
| ----------- | ----------- | ------ |
| Kiss Toldi  | Jegyzőkönyv |        |

| Üllői út, Budapest |

| 3. forduló 1935. szeptember 29. |

| Hungária | 3 – 2       | Ferencváros    |
| -------- | ----------- | -------------- |
|          | Jegyzőkönyv | Sárosi I Toldi |

| Hungária körút, Budapest |

| 4. forduló 1935. október 9. |

| Ferencváros | 3 – 2       | Szeged FC |
| ----------- | ----------- | --------- |
| Toldi       | Jegyzőkönyv |           |

| Üllői út, Budapest |

| 5. forduló 1935. október 13. |

| Ferencváros | 4 – 1       | Kispest |
| ----------- | ----------- | ------- |
| Polgár Kiss | Jegyzőkönyv |         |

| Üllői út, Budapest |

| 6. forduló 1935. október 16. |

| Ferencváros         | 5 – 2       | Erzsébet–Soroksár |
| ------------------- | ----------- | ----------------- |
| Polgár Toldi Kemény | Jegyzőkönyv |                   |

| Üllői út, Budapest |

| 7. forduló 1935. október 20. |

| Attila FC | 1 – 1       | Ferencváros |
| --------- | ----------- | ----------- |
|           | Jegyzőkönyv | Győri       |

| Miskolc |

| 8. forduló 1935. október 27. |

| Ferencváros | 3 – 1       | Phőbus FC |
| ----------- | ----------- | --------- |
| Sárosi I    | Jegyzőkönyv |           |

| Üllői út, Budapest |

| 9. forduló 1935. november 3. |

| Salgótarjáni BTC | 3 – 5       | Ferencváros         |
| ---------------- | ----------- | ------------------- |
|                  | Jegyzőkönyv | Sárosi I Kiss Toldi |

| Salgótarján |

| 10. forduló 1935. november 17. |

| Ferencváros    | 4 – 0       | Budai 11 |
| -------------- | ----------- | -------- |
| Toldi Sárosi I | Jegyzőkönyv |          |

| Üllői út, Budapest |

| 11. forduló 1935. december 8. |

| Törekvés SE | 0 – 2       | Ferencváros    |
| ----------- | ----------- | -------------- |
|             | Jegyzőkönyv | Toldi Sárosi I |

| Üllői út, Budapest |

| 12. forduló 1935. december 15. |

| III. Kerületi TVE | 1 – 5               | Ferencváros    |
| ----------------- | ------------------- | -------------- |
|                   | (1 – 1) Jegyzőkönyv | Sárosi I Toldi |

| Hungária körút, Budapest |

#### Tavaszi fordulók
| 13. forduló 1936. január 26. |

| Ferencváros              | 6 – 3       | Bocskai FC |
| ------------------------ | ----------- | ---------- |
| Toldi Sárosi I Móré Kiss | Jegyzőkönyv |            |

| Hungária körút, Budapest |

| 14. forduló 1936. február 2. |

| Ferencváros         | 6 – 2       | Salgótarjáni BTC |
| ------------------- | ----------- | ---------------- |
| Toldi Móré Sárosi I | Jegyzőkönyv |                  |

| Budapest |

| 15. forduló 1936. február 9. |

| Budai 11 | 1 – 3       | Ferencváros         |
| -------- | ----------- | ------------------- |
|          | Jegyzőkönyv | Sárosi I Toldi Móré |

| Hungária körút, Budapest |

| 16. forduló 1936. február 16. |

| Ferencváros                | 8 – 1       | Törekvés SE |
| -------------------------- | ----------- | ----------- |
| Toldi Sárosi I Kemény Kiss | Jegyzőkönyv |             |

| Budapest |

| 17. forduló 1936. február 23. |

| Ferencváros | 0 – 2       | III. Kerületi TVE |
| ----------- | ----------- | ----------------- |
|             | Jegyzőkönyv |                   |

| Budapest |

| 18. forduló 1936. március 1. |

| Bocskai FC | 0 – 2       | Ferencváros   |
| ---------- | ----------- | ------------- |
|            | Jegyzőkönyv | Sárosi I Kiss |

| Debrecen |

| 19. forduló 1936. március 8. |

| Ferencváros             | 6 – 1       | Budafok FC |
| ----------------------- | ----------- | ---------- |
| Sárosi I Vígh VI Kemény | Jegyzőkönyv |            |

| Budapest |

| 20. forduló 1936. március 22. |

| Újpest | 4 – 1       | Ferencváros |
| ------ | ----------- | ----------- |
|        | Jegyzőkönyv | Sárosi I    |

| Megyeri út, Újpest |

| 21. forduló 1936. március 29. |

| Szeged FC | 0 – 2       | Ferencváros |
| --------- | ----------- | ----------- |
|           | Jegyzőkönyv | Vígh VI     |

| Szeged |

| 22. forduló 1936. április 19. |

| Erzsébet–Soroksár | 3 – 10      | Ferencváros                       |
| ----------------- | ----------- | --------------------------------- |
|                   | Jegyzőkönyv | Kemény Toldi Kiss Táncos Sárosi I |

| Hungária körút, Budapest |

| 23. forduló 1936. április 26. |

| Ferencváros   | 2 – 3               | Hungária |
| ------------- | ------------------- | -------- |
| Kiss Sárosi I | (1 – 1) Jegyzőkönyv |          |

| Hungária körút, Budapest |

| 24. forduló 1936. május 10. |

| Kispest | 3 – 6       | Ferencváros                 |
| ------- | ----------- | --------------------------- |
|         | Jegyzőkönyv | Sárosi I Vígh VI Toldi Kiss |

| Budapest |

| 25. forduló 1936. május 17. |

| Ferencváros       | 5 – 1               | Attila FC |
| ----------------- | ------------------- | --------- |
| Toldi Kiss Kemény | (4 – 0) Jegyzőkönyv |           |

| Budapest |

| 26. forduló 1936. május 24. |

| Phőbus FC | 2 – 0       | Ferencváros |
| --------- | ----------- | ----------- |
|           | Jegyzőkönyv |             |

| Budapest |

#### Végeredmény
| #  | Csapat            | J  | Gy | D | V  | Rg  | Kg | Gk  | P  | Megjegyzés                         |
| -- | ----------------- | -- | -- | - | -- | --- | -- | --- | -- | ---------------------------------- |
| 1  | Hungária          | 26 | 22 | 4 | 0  | 87  | 21 | +66 | 48 | Bajnok, 1936-os közép-európai kupa |
| 2  | Újpest            | 26 | 19 | 5 | 2  | 86  | 29 | +57 | 43 | 1936-os közép-európai kupa         |
| 3  | Ferencváros       | 26 | 19 | 1 | 6  | 103 | 46 | +57 | 39 | 1936-os közép-európai kupa         |
| 4  | Phőbus FC         | 26 | 16 | 3 | 7  | 76  | 50 | +26 | 35 | 1936-os közép-európai kupa         |
| 5  | Kispest           | 26 | 12 | 5 | 9  | 60  | 56 | +4  | 29 |                                    |
| 6  | Bocskai FC        | 26 | 9  | 6 | 11 | 55  | 51 | +4  | 24 |                                    |
| 7  | Szeged FC         | 26 | 9  | 5 | 12 | 35  | 52 | -17 | 23 |                                    |
| 8  | III. Kerületi TVE | 26 | 10 | 3 | 13 | 38  | 57 | -19 | 23 |                                    |
| 9  | Budai 11          | 26 | 9  | 4 | 13 | 43  | 53 | -10 | 22 |                                    |
| 10 | Budafok FC        | 26 | 8  | 5 | 13 | 57  | 73 | -16 | 21 |                                    |
| 11 | Erzsébet–Soroksár | 26 | 7  | 6 | 13 | 52  | 71 | -19 | 20 |                                    |
| 12 | Törekvés SE       | 26 | 6  | 3 | 17 | 40  | 86 | -46 | 15 | Kiesett az NB II-be                |
| 13 | Salgótarjáni BTC  | 26 | 4  | 5 | 17 | 39  | 84 | -45 | 13 | Kiesett az NB II-be                |
| 14 | Attila FC         | 26 | 1  | 7 | 18 | 31  | 73 | -42 | 7  | Kiesett az NB II-be                |

#### Eredmények összesítése
Az alábbi táblázatban összesítve szerepelnek a Ferencvárosi TC 1935/36-os bajnokságban elért eredményei.
| Ősz/tavasz (forduló)    | Otthon | Otthon | Otthon | Otthon | Otthon | Otthon | Otthon | Idegenben | Idegenben | Idegenben | Idegenben | Idegenben | Idegenben | Idegenben |
| Ősz/tavasz (forduló)    | M      | GY     | D      | V      | LG–KG  | GK     | P      | M         | GY        | D         | V         | LG–KG     | GK        | P         |
| ----------------------- | ------ | ------ | ------ | ------ | ------ | ------ | ------ | --------- | --------- | --------- | --------- | --------- | --------- | --------- |
| Őszi szezon (1–12.)     | 6      | 5      | 0      | 1      | 21–9   | +12    | 10     | 6         | 4         | 1         | 1         | 25–11     | +14       | 9         |
| Tavaszi szezon (13–26.) | 7      | 5      | 0      | 2      | 33–13  | +20    | 10     | 7         | 5         | 0         | 2         | 24–13     | +11       | 10        |
| Összesen (1–26.)        | 13     | 10     | 0      | 3      | 54–22  | +32    | 20     | 13        | 9         | 1         | 3         | 49–24     | +25       | 19        |

### Egyéb mérkőzések
| 1935. december 25. |

| Servette FC | 4 – 7       | Ferencváros                |
| ----------- | ----------- | -------------------------- |
|             | Jegyzőkönyv | Toldi Kiss Kemény Sárosi I |

| Genf |

| 1935. december 28. |

| CA Paris, Sochaux vegyes | 3 – 3       | Ferencváros |
| ------------------------ | ----------- | ----------- |
|                          | Jegyzőkönyv | Toldi Móré  |

| Párizs |

| 1935. december 29. |

| Vienna FC | 2 – 5       | Ferencváros     |
| --------- | ----------- | --------------- |
|           | Jegyzőkönyv | Sárosi I Kemény |

| Párizs |

| 1936. január 5. |

| Kölner Ballspiel-Club 1901 | 4 – 2       | Ferencváros    |
| -------------------------- | ----------- | -------------- |
|                            | Jegyzőkönyv | Toldi Sárosi I |

| Köln |

| 1936. január 6. |

| Stuttgarter Kickers | 2 – 3               | Ferencváros         |
| ------------------- | ------------------- | ------------------- |
|                     | (2 – 1) Jegyzőkönyv | Toldi Kemény Táncos |

| Stuttgart |

| 1936. április 9. |

| Kassel 03 | 3 – 7       | Ferencváros                       |
| --------- | ----------- | --------------------------------- |
|           | Jegyzőkönyv | Sárosi I Kiss Toldi Táncos Kemény |

| Kassel |

| 1936. április 12. |

| Beerschot AC | 1 – 7       | Ferencváros                       |
| ------------ | ----------- | --------------------------------- |
|              | Jegyzőkönyv | Sárosi I Toldi Kiss Kemény Táncos |

| Antwerpen |

| 1936. április 13. |

| Wisła Kraków | 0 – 3       | Ferencváros    |
| ------------ | ----------- | -------------- |
|              | Jegyzőkönyv | Sárosi I Toldi |

| Antwerpen |

| 1936. május 3. |

| Pozsony válogatott | 2 – 5       | Ferencváros, Hungária vegyes   |
| ------------------ | ----------- | ------------------------------ |
|                    | Jegyzőkönyv | Kardos Kiss G. Toldi Szabó III |

| Pozsony |

| 1936. május 31. |

| Austria Wien | 4 – 0       | Ferencváros |
| ------------ | ----------- | ----------- |
|              | Jegyzőkönyv |             |

| Bécs |

| 1936. június 1. |

| Rapid Wien | 5 – 3       | Ferencváros    |
| ---------- | ----------- | -------------- |
|            | Jegyzőkönyv | Sárosi I Toldi |

| Bécs |

| 1936. június 7. |

| Érsekújvár SE | 1 – 7       | Ferencváros                 |
| ------------- | ----------- | --------------------------- |
|               | Jegyzőkönyv | Toldi Kiss Jakab Karácsonyi |

| Érsekújvár |

| 1936. június 14. |

| Pozsony | 6 – 2       | Ferencváros |
| ------- | ----------- | ----------- |
|         | Jegyzőkönyv | Toldi       |

| Pozsony |

| 1936. július 4. |

| Zágráb válogatott | 2 – 4       | Ferencváros            |
| ----------------- | ----------- | ---------------------- |
|                   | Jegyzőkönyv | Kemény Sárosi I Táncos |

| Zágráb |

| 1936. július 5. |

| Građanski Zagreb | 1 – 1       | Ferencváros |
| ---------------- | ----------- | ----------- |
|                  | Jegyzőkönyv | Sárosi I    |

| Zágráb |

## Külső hivatkozások
- A csapat hivatalos honlapja (magyarul)
- Az 1935–1936-os szezon menetrendje a tempofradi.hu-n (magyarul)